# Schack för tre

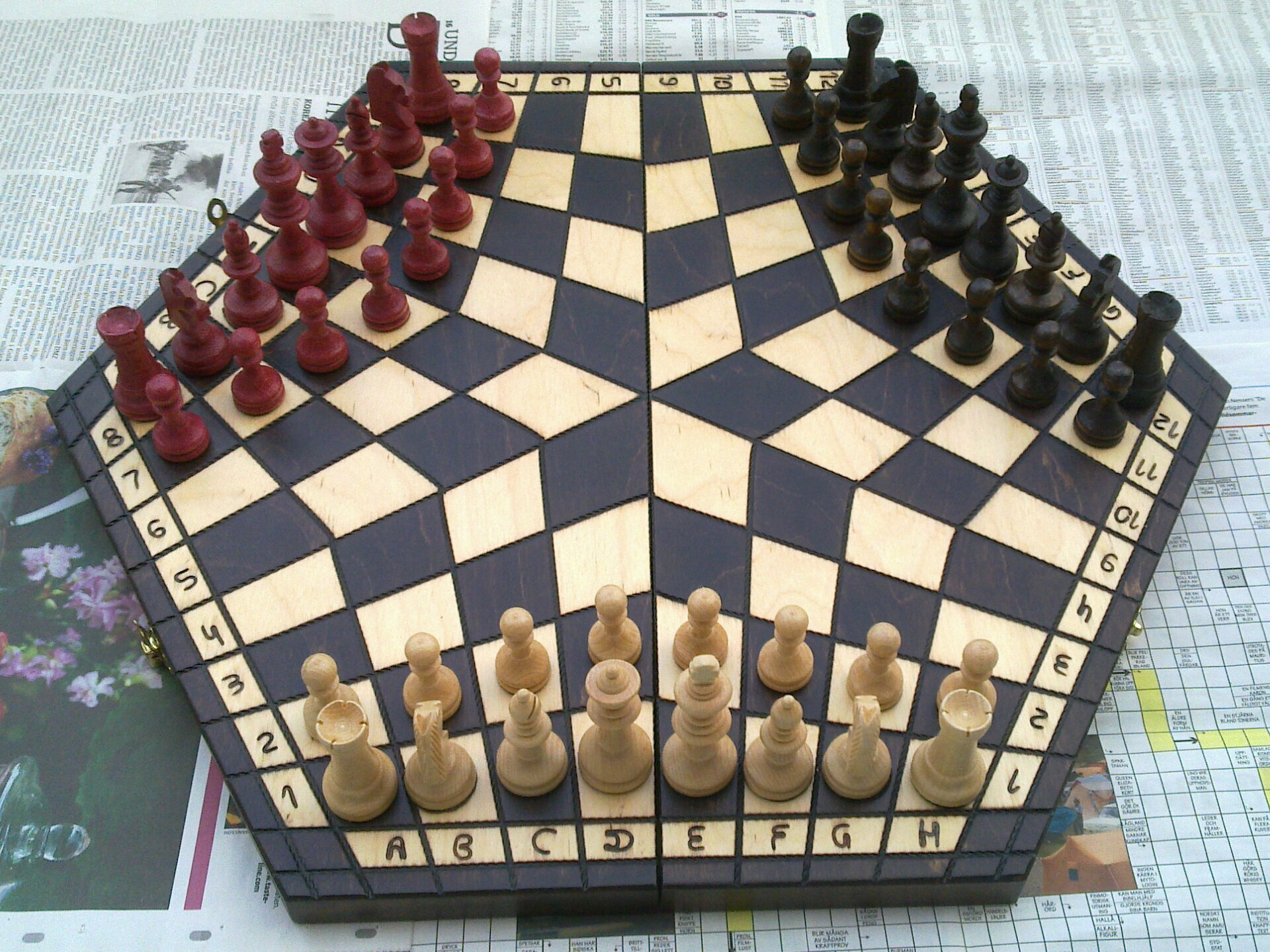
Ett hexagonalt schackbräde för tre spelare.

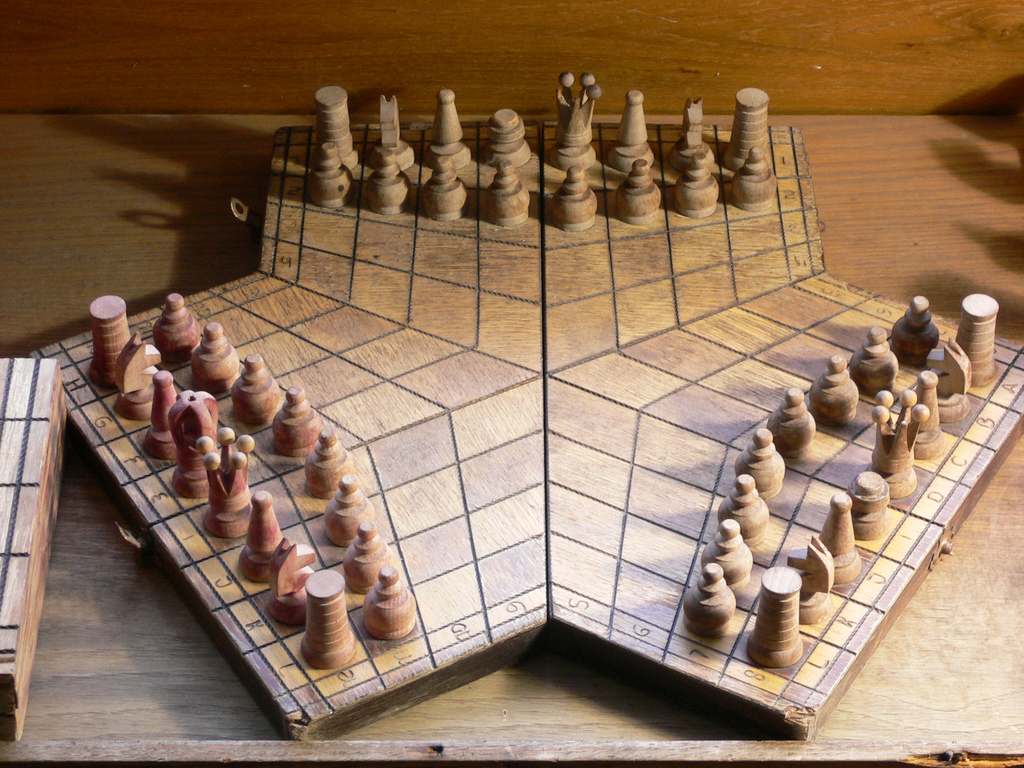
Den treuddiga brädvarianten.

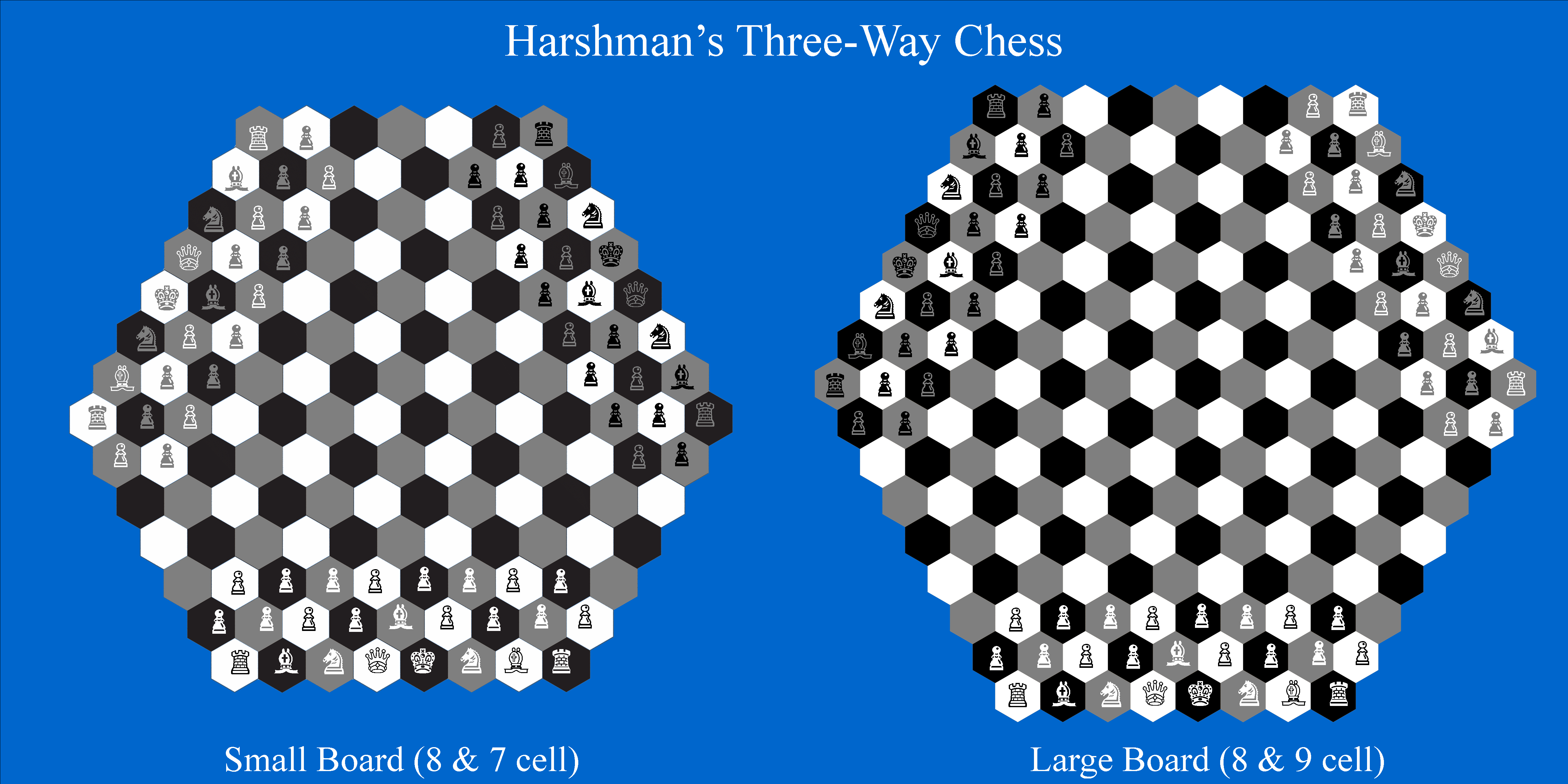
Trevägsschack använder ett oregelbundet hexagonalt bräde. Professor Richard Harshman bytte ut startpositionerna för springarna och löparna i den bakre raden så att varje spelare kunde börja med en löpare på en hexagon av varje färg.

Schack för tre (eller tremannaschack) är en familj av schackvarianter som är avsedda för tre spelare, istället för det vanliga schackets två. Den första spelaren är vit, och den sista svart, som i vanligt schack, men den mittersta spelaren är vanligtvis röd (andra färger distinkta från vit och svart förekommer också). Reglerna är samma, utöver möjligheten för två spelare att skapa en pakt mellan varandra.

## Schackbräde
Schack för tre spelas på ett annorlunda bräde. Det finns huvudsakligen två varianter av bräden avsedda för tre spelare, men det enda som skiljer dem åt är designen. Valet av brädtyp påverkar således inte spelet. Den ena brädtypen är hexagonal, medan den andra har utseendet av en treuddig stjärna. Båda varianterna består endast av vita och svarta fält, likt vanliga schackbräden. Däremot har båda brädena tolv rader, mot det vanliga schackbrädets åtta. Detta eftersom det finns en mer spelare. Detsamma gäller för antalet linjer (kolumner) på schackbrädet för tre spelare. Totalt har tremannaschacket 48 pjäser (mot tvåmannaschackets 32), varav 16 är vita, 16 röda och 16 svarta.

## Strategi
Det finns endast en vinnare i schack för tre. Den spelare som först sätter en av motståndarnas kungar i schackmatt vinner partiet. Båda motståndarna förlorar, oavsett vilken av deras kungar som står i mattläge.
Detta skapar unika situationer som skiljer sig från vanligt schack. En av spelarena kan exempelvis hjälpa en av sina motståndare att undvika matt, ty annars förlorar denne också. Samtidigt kan denne utnyttja att en annan spelare har satt press på den tredjes kung. Mycket invecklade strategier kan uppstå jämfört med vanligt schack.
Robert Zubrin, en amerikansk ingenjör som har uppfunnit en populär tremannavariant, säger att schack för tre är mer komplext än vanligt schack, men inte lika precist. Det är istället mer psykologiskt, enligt Zubrin.